# Ilija Abutović
Ilija Abutović, né le 2 août 1988 à Vrbas, est un handballeur international serbe évoluant au poste de défenseur.
Abutović connaît de nombreuses expériences à l’étranger, notamment en Slovénie, en Macédoine avec le Vardar Skopje (2011-2018), en Allemagne au Rhein-Neckar Löwen de 2018 à 2022.

## Biographie

### Débuts en Serbie
Né à Vrbas, Abutović passe ses premières années seniors au RK Partizan Belgrade.
Il joue ensuite pour le club slovène du RD Slovan Ljubljana.

### Sept ans au Vardar (2011-2018)
En 2011, Abutovic rejoint le Vardar Skopje.
Abutovic joue un grand rôle[Comment ?] dans le titre de champion d’Europe 2017 du Vardar,. En mai 2017, Ilja Abutovic prolonge son contrat avec le Vardar Skopje jusqu’en 2020.
En début d'année 2018, Abutovic annonce son départ du club. Fin mai 2018, la défaite contre le Paris SG pour la troisième place de l'EHF Final4 à Cologne est son dernier match pour l'équipe de Skopje. Abutovic fait partie de la fuite des joueurs quittant le club .

### Quatre ans en Allemagne avant Chartres (depuis 2018)
Fin janvier 2018, Ilja Abutovic s'engage avec le champion d’Allemagne 2017, Rhein-Neckar Löwen, pour trois ans à partir de l'été suivant,. Abutovic vient renforcer ce qui est déjà la meilleure défense d’Allemagne et compose l’axe défensif de la saison 2018-2019 aux côtés de Gedeon Guardiola et de Jesper Nielsen,.
Le joueur est au premier plan de l'équipe dès sa première saison en Bundesliga 2018-2019. En avril 2019, Abutovic prolonge son contrat. « Nous sommes heureux de pouvoir compter sur Ilija à long terme. Lors de sa première saison en Bundesliga, il a montré à quel point il est important pour nous sans aucun problème d'ajustement majeur. Ses bonnes performances ne sont pas non plus passées inaperçues auprès d'autres grands clubs, c'est pourquoi nous étions très intéressés à lier Ilija au Rhein-Neckar Löwen à long terme » déclare la directrice générale de Löwen, Jennifer Kettemann.
En janvier 2022, le latéral gauche s’engage avec le C' Chartres Métropole handball pour les trois prochaines saisons à partir de l'été suivant,.
À Chartres, Abutovic rejoint le sélectionneur de l'équipe de Serbie Toni Gerona ainsi que plusieurs compatriotes : Aleksa Kolaković (arrivé la veille de Saint-Raphaël), Djordje Djukic (sur le départ) et Vanja Ilic. Âgé de 33 ans, Abutovic remplace numériquement Yannick Cham, non-conservé par le club.

### En équipe nationale
Abutovic est international serbe depuis 2014.
Abutovic ne joue pas le Championnat d'Europe 2018 pour raisons privées.

## Style de jeu
Lors de sa signature au Rhein-Neckar Löwen en 2018, Abutovic est considéré comme un des meilleurs spécialistes européens de la défense.
À son arrivée à Chartres à l'été 2022, son entraîneur Toni Gerona déclare : « Ilija va ajouter à notre collectif beaucoup d’expérience et de qualité d’un joueur qui a toujours évolué à un très haut niveau. C’est un joueur qui dirige les autres en défense et qui est capable d’améliorer tout le monde autour de lui ». Il est alors décrit comme un spécialiste défensif reconnu et très expérimenté.

## Statistiques
| Saison                | Club                  | Championnat           | Championnat | Championnat | Coupe(s) nationale(s) | Coupe(s) nationale(s) | Compétition(s) continentale(s) | Compétition(s) continentale(s) | Compétition(s) continentale(s) | Serbie | Serbie | Total | Total |
| Saison                | Club                  | Division              | M.          | B.          | M.                    | B.                    | Comp.                          | M.                             | B.                             | M.     | B.     | M.    | B.    |
| 2007-2008             | RK Partizan           | D1                    | -           | -           | -                     | -                     | C2                             | -                              | 3                              | -      | -      | 0     | 3     |
| 2008-2009             | RK Partizan           | D1                    | -           | -           | -                     | -                     | C2                             | -                              | 3                              | -      | -      | 0     | 3     |
| 2009-2010             | RK Partizan           | D1                    | -           | -           | -                     | -                     | C1+C3                          | -                              | 0+5                            | -      | -      | 0     | 5     |
| Sous-total            | Sous-total            | Sous-total            | -           | -           | -                     | -                     | -                              | -                              | 11                             | -      | -      | 0     | 11    |
| 2010-2011             | RD Slovan Ljubljana   | D1                    | -           | -           | -                     | -                     | C4                             | -                              | 10                             | -      | -      | 0     | 10    |
| 2011-2012             | RK Vardar Skopje      | D1                    | -           | -           | -                     | -                     | C3                             | -                              | 3                              | -      | -      | 0     | 3     |
| 2012-2013             | RK Vardar Skopje      | D1                    | -           | -           | -                     | -                     | C3                             | -                              | 4                              | -      | -      | 0     | 4     |
| 2013-2014             | RK Vardar Skopje      | D1                    | -           | -           | -                     | -                     | C1                             | 15                             | 8                              | -      | -      | 15    | 8     |
| 2014-2015             | RK Vardar Skopje      | D1                    | -           | -           | -                     | -                     | C1                             | -                              | 1                              | -      | -      | 0     | 1     |
| 2015-2016             | RK Vardar Skopje      | D1                    | -           | -           | -                     | -                     | C1                             | 18                             | 1                              | 3      | 0      | 21    | 1     |
| 2016-2017             | RK Vardar Skopje      | D1                    | -           | -           | -                     | -                     | C1                             | 17                             | 4                              | -      | -      | 17    | 4     |
| 2017-2018             | RK Vardar Skopje      | D1                    | -           | -           | -                     | -                     | C1                             | 17                             | 1                              | -      | -      | 17    | 1     |
| Sous-total            | Sous-total            | Sous-total            | -           | -           | -                     | -                     | -                              | 67                             | 32                             | 3      | 0      | 70    | 32    |
| 2018-2019             | Rhein-Neckar Löwen    | D1                    | -           | -           | -                     | -                     | C1                             | 15                             | 0                              | -      | -      | 15    | 0     |
| 2019-2020             | Rhein-Neckar Löwen    | D1                    | -           | -           | -                     | -                     | C3                             | -                              | 0                              | -      | -      | 0     | 0     |
| 2020-2021             | Rhein-Neckar Löwen    | D1                    | -           | -           | -                     | -                     | C2                             | -                              | 0                              | -      | -      | 0     | 0     |
| 2021-2022             | Rhein-Neckar Löwen    | D1                    | -           | -           | -                     | -                     | C2                             | -                              | 0                              | -      | -      | 0     | 0     |
| Sous-total            | Sous-total            | Sous-total            | -           | -           | -                     | -                     | -                              | 15                             | 0                              | -      | -      | 15    | 0     |
| 2022-2023             | C' Chartres MHB       | D1                    | 1           | 0           | -                     | -                     | -                              | -                              | -                              | -      | -      | 1     | 0     |
| Total sur la carrière | Total sur la carrière | Total sur la carrière | 1           | 0           | -                     | -                     | -                              | 82                             | 43                             | 3      | 0      | 86    | 43    |

## Palmarès
Abutovic remporte le titre de champion d’Europe 2017 avec le Vardar.
| Compétitions internationales | Championnats nationaux | Autres trophées nationaux |
| --- | --- | --- |
| - Ligue des champions (1) - Vainqueur : 2016-17 avec le Vardar Skopje - Ligue SEHA (4) - Vainqueur : 2011-12, 2013-14, 2016-17, 2017-18 avec le Vardar Skopje - Finaliste : 2012-13 avec le Vardar Skopje | - Championnat de Macédoine du Nord (5) - Champion : 2013, 2015, 2016, 2017, 2018 - Championnat de Serbie (1) - Champion : 2009 | - Coupe de Macédoine du Nord (6) - Vainqueur : 2012, 2014, 2015, 2016, 2017, 2018 - Coupe de Serbie (1) - Vainqueur : 2008 - Supercoupe de Serbie (1) - Vainqueur : 2010 - Supercoupe d'Allemagne (1) - Vainqueur : 2018 |